# Zincobriartita
La zincobriartita és un mineral de la classe dels sulfurs, que pertany al grup de l'estannita.

## Característiques
La zincobriartita és un sulfur de fórmula química Cu₂(Zn,Fe)(Ge,Ga)S₄. Va ser aprovada com a espècie vàlida per l'Associació Mineralògica Internacional l'any 2016. Cristal·litza en el sistema tetragonal. És l'anàleg de zinc de la briartita. Aquest mineral presenta una combinació única d'elements, tractant-se de l'únic mineral aprovat amb coure, zinc i germani.

## Formació i jaciments
Va ser descoberta a la mina Kipushi, a la localitat homònima de la regió de Katanga, a la República Democràtica del Congo. Es tracta de l'únic indret on ha estat trobada aquesta espècie mineral.